# İstanbulspor Beylikdüzü
El İstanbulspor es un equipo de baloncesto turco con sede en la ciudad de Estambul, que compite en la TBL, la segunda división de su país. Disputa sus partidos en el Zeyyad Baykara Kapalı Spor Salonu, con capacidad para 750 espectadores.

## Posiciones en liga
| - 1996 - (3-D2) - 1997 - (11-D2) - 1998 - (8-D2) - 2000 - (8-D2) - 2001 - (4-D2) - 2005 - (7-2B) - 2006 - (8-2B) - 2007 - (8-2A) - 2008 - (3; se retiró de la TB2L) | - 2011 - (7-TB2L) - 2012 - (15-TB2L) - 2013 - (17-TB2L) - 2014 - (1-TB3L) - 2015 - (5-TB3L) - 2016 - (2-TB2L) |

## Palmarés
- TB2L
  - 2º Grupo B: 2016

## Jugadores destacados
| - Anatoli Iassinsky - Uğurcan Aksoy - Umar Atın - Levent Bilgin - Anıl Binici - Volkan Cam - Feyzi Çelebioğlu - Berk Çoker - Cihan Deliçay - Genco Ozan Dilik - Umut Durmuş - Barış Erlim - Hakan Eryüz - Mustafa Baki Görü - Alican Güney | - Serdar Hot - Hüseyin Akın Kandemir - Halil Kutruza - Orçun Okkalı - Özgün Önver - Adem Ören - Azizcan Özdemir - Mehmet Sinan Özgür - Umutcan Özyıldırım - Bora Paçun - Şuacan Pişkin - Rahim Rızvanoğlu - Özgür Şahin - Burak Selen - Esat Sinanoğlu | - Arın Soğancıoğlu - Doğukan Sönmez - Onur Sonsırma - Özcan Sürücü - Sercan Tülek - Hakan Üsküplü - Yiğit Can Vardal - Fırat Yavuz - Alp Yener - Onur Yetişmiş - Nusret Yıldırım - Jeff Allen - Korvotney Barber - Troy Barnies - Rashad Chase | - Christopher Hayes - Charles Hinkle - Jer'Vaughn Johnson - Walter Lemond Jr. - Andre McCollum - Rashad Phillips - Cortney Scott - Steven Toyloy - Musa Güneş - Uluğ Kaçaniku - Mert Özgür - Kervin Bristol - Denktas Güney |